# Монтальдео
Монтальдео (итал. Montaldeo) — коммуна в Италии, располагается в регионе Пьемонт, в провинции Алессандрия.
Население составляет 306 человек (2008 г.), плотность населения составляет 59 чел./км². Занимает площадь 5 км². Почтовый индекс — 15060. Телефонный код — 0143.
Покровителем коммуны почитается святитель Мартин Турский, празднование 11 ноября.

## Демография
Динамика населения:

## Администрация коммуны
- Официальный сайт: